# البيت المقلوب
البيت المقلوب هو معلم سياحيّ في أنطاليا، تركيا، بدأت فكرة إنشائه في بداية عام 2016، افتتح في 5 أكتوبر عام 2016. يقع هذا المنزل في منطقة لارا، على بُعد حوالي 15 كيلومتر من مركز مدينة أنطاليا، ويُعتبر أوّل منزل مقلوب في تركيا والثّالث عشر على مستوى العالم. مساحة البيت 84 متر مربع ويحتوي على طابقين و غرفة نوم وصالة وحمام ومطبخ وغسّالة وثلّاجة لكن جميع الأغراض تراها مقلوبة.  

## الموقع
يقع البيت المقلوب في منطقة لارا، وهي واحدة من المناطق المركزية في أنطاليا. تتميز هذه المنطقة بقربها من العديد من المعالم السّياحية الأخرى، مما يجعلها نقطة جذب للسّياح. يمكن الوصول إلى البيت المقلوب بسهولة باستخدام وسائل النّقل المحلية أو حتى سيرًا على الأقدام من بعض المناطق المركزية.

## التصميم
يتميز البيت المقلوب بتصميمه الفريد، حيث تم بناؤه بحيث يكون السّقف في الأسفل والأرضية في الأعلى. مصمم ليكون طبق الأصل عن المنزل الطّبيعي لكن مقلوبًا راساً على عقب، تحيط به حديقة صغيرة وهي بمثابة حديقة منزلية، لا يقتصر هذا التّصميم على المظهر الخارجي فقط، بل يمتد إلى الدّاخل، حيث يتكون من ثلاث غرف وغرفة معيشة، وتم ترتيب الأثاث والدّيكورات في هذه الغرف ايضاً بشكل مقلوب.
عند دخول الزّوار إلى المنزل، يجدون أنفسهم يسيرون على السّقف، بينما تكون الأثاث والمحتويات مثبتة على "الأرضية" التي هي في الواقع السّقف. في عام 2021 تم توسيع البيت المقلوب وإضافة اثاث جديد مثل طاولة بلياردو، ركن عثماني، وايضاً تم اضافة غرف أخرى متنوعة، فأصبح يتألّف من تسع غرف فيها اثاث مقلوب منوع. 